# Ruthart Tresselt
Ruthart Tresselt (* 1938) ist ein deutscher Journalist und Moderator.

## Leben
Tresselt war u. a. Redaktionsleiter bei der Nürnberger Zeitung und arbeitete als Hörfunk-Korrespondent in Deutschland, Österreich und der Schweiz. In Würzburg leitete er das Regionalstudio Welle Mainfranken. Außerdem war er langjähriger Parlamentsberichterstatter für das Bayerische Fernsehen und Moderator der BR-Nachrichtensendungen Rundschau und das Rundschau-Magazin. Von 1988 bis 2001 war er Leiter der Zentralen Nachrichtenredaktion des Bayerischen Fernsehens.
Von 2008 bis 2016 war er Vorsitzender des PresseClub München e. V. Zudem war er Kuratoriumsmitglied der Evangelischen Stadtakademie und Mitglied im Bayerischen Landtagspresse – Landespressekonferenz Bayern e.V. (BLPK).
Tresselt ist verheiratet und Vater von zwei Kindern. Er wohnt jetzt in Bad Birnbach.

## Auszeichnungen
- Bayerische Verfassungsmedaille in Silber
- Bundesverdienstkreuz am Bande
- Bayerischer Verdienstorden (2016)